# Szczepan Wesoły
Szczepan Wesoły (ur. 16 października 1926 w Katowicach, zm. 28 sierpnia 2018 w Rzymie) – polski duchowny rzymskokatolicki, doktor nauk teologicznych, biskup pomocniczy gnieźnieński w latach 1969–2003, delegat ds. duszpasterstwa emigracji polskiej w latach 1980–2003, arcybiskup ad personam od 1994, od 2003 arcybiskup pomoniczy senior archidiecezji gnieźnieńskiej, jako biskup na stałe rezydujący w Rzymie. Kawaler Orderu Orła Białego.

## Życiorys
Urodził się 16 października 1926 w Katowicach. W 1939 wybuch II wojny światowej uniemożliwił mu rozpoczęcie nauki w Gimnazjum im. Adama Mickiewicza w Katowicach. Wraz z rodziną wyjechał do Jarosławia, a stamtąd do Sosnowca, gdzie spędził dwa lata, pracując jako uczeń kupiecki w sklepie. W 1941 powrócił do Katowic i został zatrudniony w przedsiębiorstwie Montanbetrieb, a następnie w hucie Marta. W 1943 został skierowany do budowy bunkrów w Cuxhaven, a na początku 1944 po przeszkoleniu wojskowym w Bielsku wysłany na front zachodni do Cannes we Francji. W sierpniu tego samego roku zbiegł na stronę aliancką. Przydzielony do polskich jednostek, pełnił służbę radiotelegrafisty w oddziałach łączności. Brał udział w walkach z Niemcami w Algierii i we Włoszech. Po zakończeniu wojny uczestniczył w kursach wojskowych w Alessano we Włoszech. Następnie pracował w Wielkiej Brytanii, wpierw w fabryce drutu w Wakefield, później w fabryce bawełny w Halifaxie. W latach 1950–1951 pobierał nauki w zakresie szkoły średniej w kolegium jezuickim Campion House, po czym przez krótki czas pracował w fabryce cukierków w Halifaxie.
W latach 1951–1957 studiował w Papieskim Kolegium Polskim w Rzymie i na Papieskim Uniwersytecie Gregoriańskim, gdzie w 1957 uzyskał licencjat z teologii. Święceń prezbiteratu udzielił mu 28 października 1956 w Rzymie kardynał Valerio Valeri, prefekt Kongregacji ds. Zakonów. Studia kontynuował w Papieskim Instytucie Pastoralnym przy Uniwersytecie Laterańskim, w Akademii Alfonsjańskiej i Uniwersytecie Pro Deo w Rzymie. W 1967 uzyskał w Instytucie Teologii Pastoralnej Wydziału Teologicznego Papieskiego Uniwersytetu Laterańskiego stopień doktora nauk teologicznych.
Po otrzymaniu święceń prezbiteratu pracował w Rzymie przy polskich wydawnictwach związanych z jubileuszem milenium chrztu Polski. W 1958–1962 był duszpasterzem polskich emigrantów w Rzymie. Od 1962 do 1965 jako kierownik Sekcji Słowiańskiej Biura Prasowego Sekretariatu Soboru Watykańskiego II redagował biuletyn informacyjny dla dziennikarzy z Europy Środkowej. W 1967 został kierownikiem Centralnego Ośrodka Duszpasterstwa Emigracyjnego w Rzymie.
11 grudnia 1968 papież Paweł VI mianował go biskupem pomocniczym archidiecezji gnieźnieńskiej (z przeznaczeniem do pracy wśród Polonii zagranicznej) i biskupem tytularnym Dragonary. Święcenia biskupie otrzymał 7 lutego 1969 w Warszawie, w prywatnej kaplicy prymasa Polski kardynała Stefana Wyszyńskiego. Udzielił mu ich prymas Polski, któremu towarzyszyli Herbert Bednorz, biskup diecezjalny katowicki, i Władysław Rubin, biskup pomocniczy gnieźnieński. Za dewizę biskupią przyjął słowa „Laetus serviam” (Będę służył z radością). Jako biskup rezydował w Rzymie. W latach 1968–1980 wspomagał Władysława Rubina, delegata Prymasa Polski ds. duszpasterstwa emigracji, następnie w latach 1980–2003 sam pełnił funkcję delegata. Był odpowiedzialny za koordynację duszpasterstwa emigracyjnego. 7 lutego 1994 został wyniesiony do godności arcybiskupa ad personam. Od 1980 do 2007 był rektorem kościoła św. Stanisława Biskupa Męczennika w Rzymie. Objął ponadto funkcje przewodniczącego Rady Administracyjnej Fundacji Jana Pawła II w Rzymie i redaktora kwartalnika „Duszpasterz Polski Zagranicą”. 8 kwietnia 2003 papież Jan Paweł II przyjął jego rezygnację z urzędu biskupa pomocniczego archidiecezji gnieźnieńskiej i delegata ds. duszpasterstwa emigracji polskiej.
W ramach prac Episkopatu Polski został sekretarzem Komisji ds. Duszpasterstwa Emigracyjnego oraz członkiem Komisji Maryjnej i Komisji ds. Środków Społecznego Przekazu. Ponadto wszedł w skład Papieskiej Rady ds. Duszpasterstwa Migrantów i Podróżnych. W 1981 był współkonsekratorem podczas sakry biskupa diecezjalnego kieleckiego Stanisława Szymeckiego.
Zmarł 28 sierpnia 2018 w Rzymie. 10 września 2018 w archikatedrze Chrystusa Króla w Katowicach została odprawiona msza pogrzebowa w jego intencji, po której został pochowany w krypcie biskupów w kościele Świętych Apostołów Piotra i Pawła w Katowicach.

## Odznaczenia i wyróżnienia
W 2018 postanowieniem prezydenta RP Andrzeja Dudy został odznaczony Orderem Orła Białego (dekoracja orderem odbyła się w ambasadzie RP przy Stolicy Apostolskiej). Wcześniej postanowieniem prezydenta Lecha Kaczyńskiego z 2007 został odznaczony Krzyżem Wielkim Orderu Odrodzenia Polski (dekoracja orderem odbyła się w 2008 również w ambasadzie polskiej przy Stolicy Apostolskiej w Rzymie), a zarządzeniem prezydenta Ryszarda Kaczorowskiego z 1990 Wielką Wstęgą tego samego orderu.
W 2012 został odznaczony Odznaką Honorową Bene Merito. W 1996 przyznano mu honorowe obywatelstwo Katowic. W 1996 nadano mu tytuł doktora honoris causa Katolickiego Uniwersytetu Lubelskiego, a w 2015 Uniwersytetu Śląskiego w Katowicach.
W 2007 został laureatem nagrody Lux ex Silesia, a także otrzymał medal „Fides et Ratio” i Wawrzyn Polonijny Stowarzyszenia „Wspólnota Polska”.